# Isla Nilsen
La isla Nilsen (en inglés: Nilsen Island) es una pequeña isla ubicada a unos 2,8 kilómetros al oeste de la parte norte de la bahía Novosilski, en la costa sur de Georgia del Sur. La isla ha aparecido en las listas desde 1930. Fue nombrada por encuesta de Georgia del Sur en el período 1951-1957, y nombrado por el Comité Antártico de Lugares Geográficos del Reino Unido por Nochart Nilsen, artillero de la Compañía Argentina de Pesca, en Grytviken, 1939-1940 y 1946-1948, y de la Compañía Ballenera Georgia del Sur, en Puerto Leith, durante varios años a partir de 1949.
La isla es administrada por el Reino Unido como parte del territorio de ultramar de las Islas Georgias del Sur y Sandwich del Sur, pero también es reclamada por la República Argentina que la considera parte del departamento Islas del Atlántico Sur dentro de la provincia de Tierra del Fuego, Antártida e Islas del Atlántico Sur.